# Near Field Communication

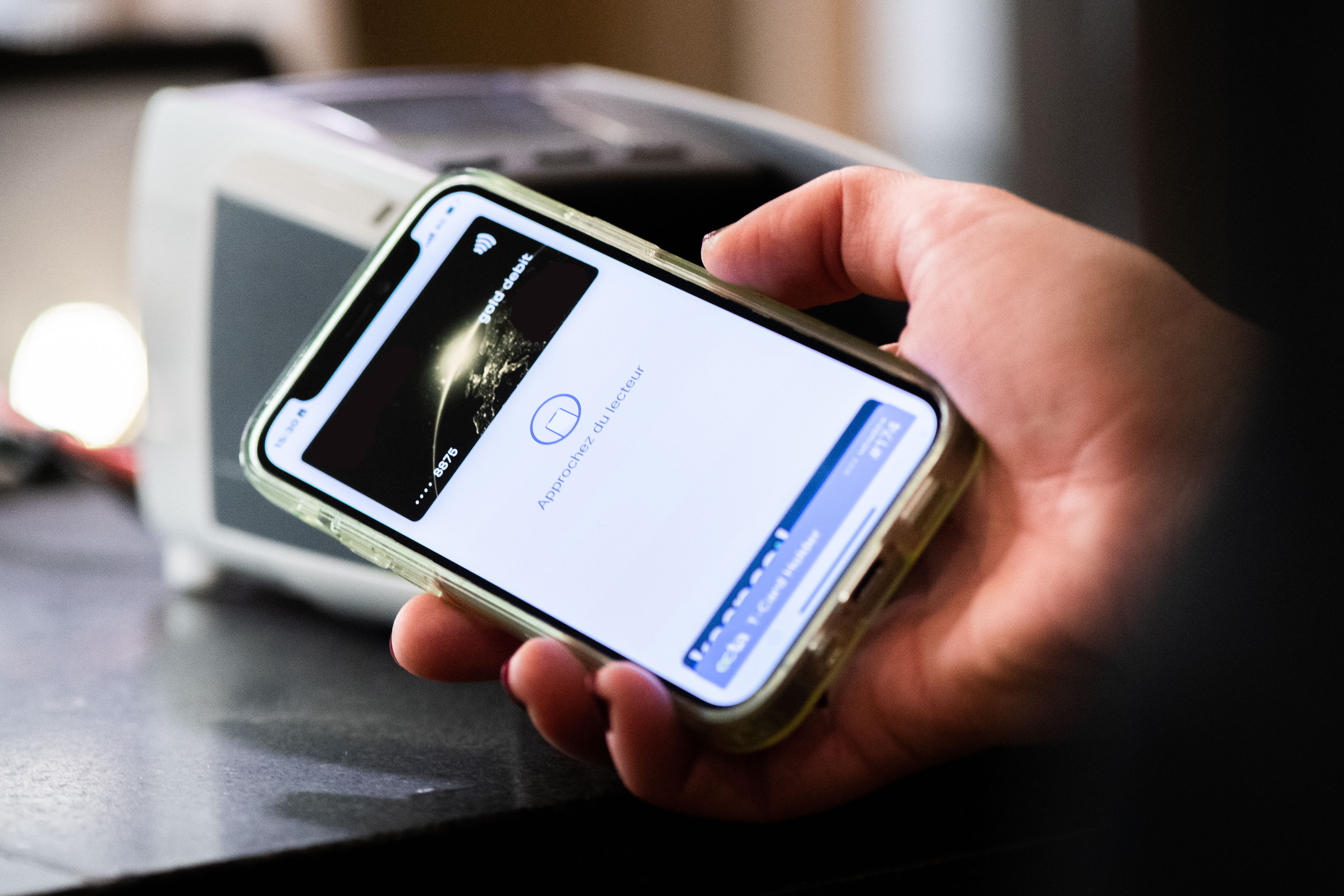
Smartphone che integra la tecnologia NFC

La comunicazione di prossimità, anche chiamata near-field communication (NFC), è una tecnologia di ricetrasmissione che fornisce connettività senza fili (RF) bidirezionale a distanza (contactless) a corto raggio (fino a un massimo di 10 cm), sviluppata congiuntamente da Philips, LG, Sony, Samsung e Nokia.

## Storia

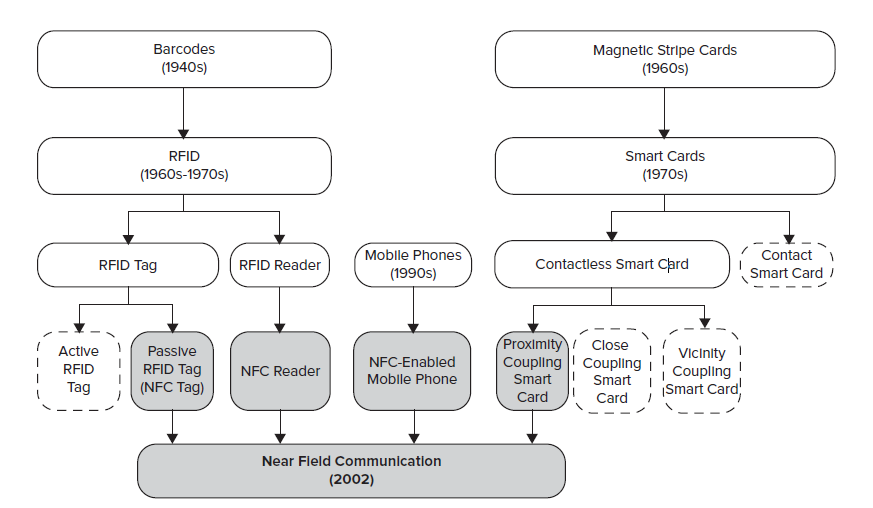
Storia dell'NFC

L'NFC affonda le sue radici nell'Identificazione a radiofrequenza o RFID. Un lettore RFID permette d'inviare onde radio a un'etichettatrice elettronica passiva per l'identificazione e il tracciamento.
- 1983 Il primo brevetto a essere associato con l'abbreviazione RFID è stata concesso a Charles Walton[1]
- 2004 Nokia, Philips e Sony stabiliscono la Near Field Communication (NFC) Forum[2]
- 2006 Vengono definite le specifiche iniziali per i tag NFC[3]
- 2006 vengono definite le specifiche per "SmartPoster" Records[4]
- 2006 il Nokia 6131 è il primo telefono che integra la tecnologia NFC (nella sua variante 6131 NFC)[5]
- 2009 Nel mese di gennaio, NFC rilascia lo standard Peer-to-Peer per trasferire i contatti, URL, avviare Bluetooth, ecc.[6]
- 2010 Samsung Nexus S, viene mostrato come il primo telefono Android con NFC[7][8]
- 2011 al Google I/O viene mostrato "How to NFC", che dimostra come l'NFC possa essere usato per avviare un gioco e condividere un contatto, URL, app, video, ecc.[9]
- 2011 la RIM è la prima compagnia che per i suoi dispositivi ottiene la certificazione di MasterCard Worldwide, per le funzionalità di PayPass[10]; successivamente nel gennaio del 2012 Visa certifica sia i cellulari intelligenti BlackBerry sia Android per i pagamenti "Visa payWave"[11]
- 2012 vengono avviati diversi progetti pilota:
  - Progetto pilota tra Orange France, RIM e Sita, dove verrà provata l'uso di questa tecnologia in un aeroporto, dove servirà da pass di sicurezza e consentirà di pagare il parcheggio e merci varie all'interno dello scalo, ricevere informazioni sul volo come il numero gate di partenza via cellulare intelligente. Il cellulare intelligente informerà i passeggeri di eventuali ritardi e cambi di gate o cambiamenti nel volo in tempo reale.[12]
  - Progetto pilota tra Edenred Italia, Politecnico di Milano e RIM per il “Buono pasto mobile”, in modo da pagare il pasto tramite il cellulare intelligente [13].
- 2013 Younivocal[14] inserisce la firma digitale negli etichettatori NFC.
- 2014 Apple presenta iPhone 6, il primo cellulare intelligente Apple con NFC. Successivamente verrà utilizzato per il sistema di pagamenti mobili Apple Pay insieme a iPhone 6, 6 Plus, 6s, 6s Plus, SE, 7, 7 Plus, 8, 8 Plus, X, Xr, Xs, Xs Max, 11, 11 Pro, 11 Pro Max, 12 Mini, 12, 12 Pro, 12 Pro Max, 13 Mini, 13, 13 Pro e 13 Pro Max.
- 2014 Nintendo presenta gli amiibo, statuette interattive prodotte da Nintendo raffiguranti i personaggi della serie utilizzabili con alcuni giochi per Wii U e Nintendo 3DS funzionanti tramite NFC.
- 2015 Samsung presenta il Galaxy S6, il primo smartphone con controller NFC Samsung.

## Descrizione

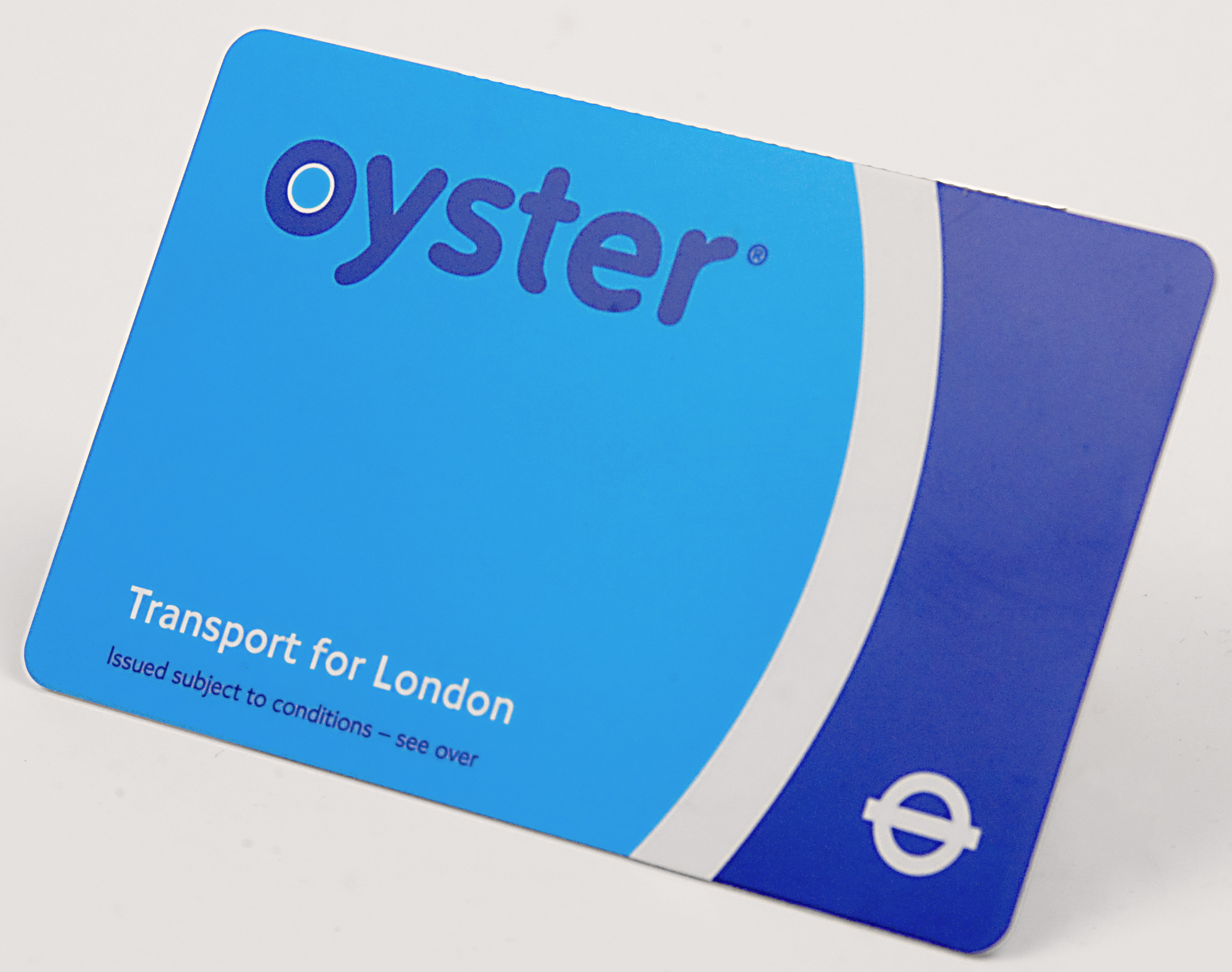
Oyster card

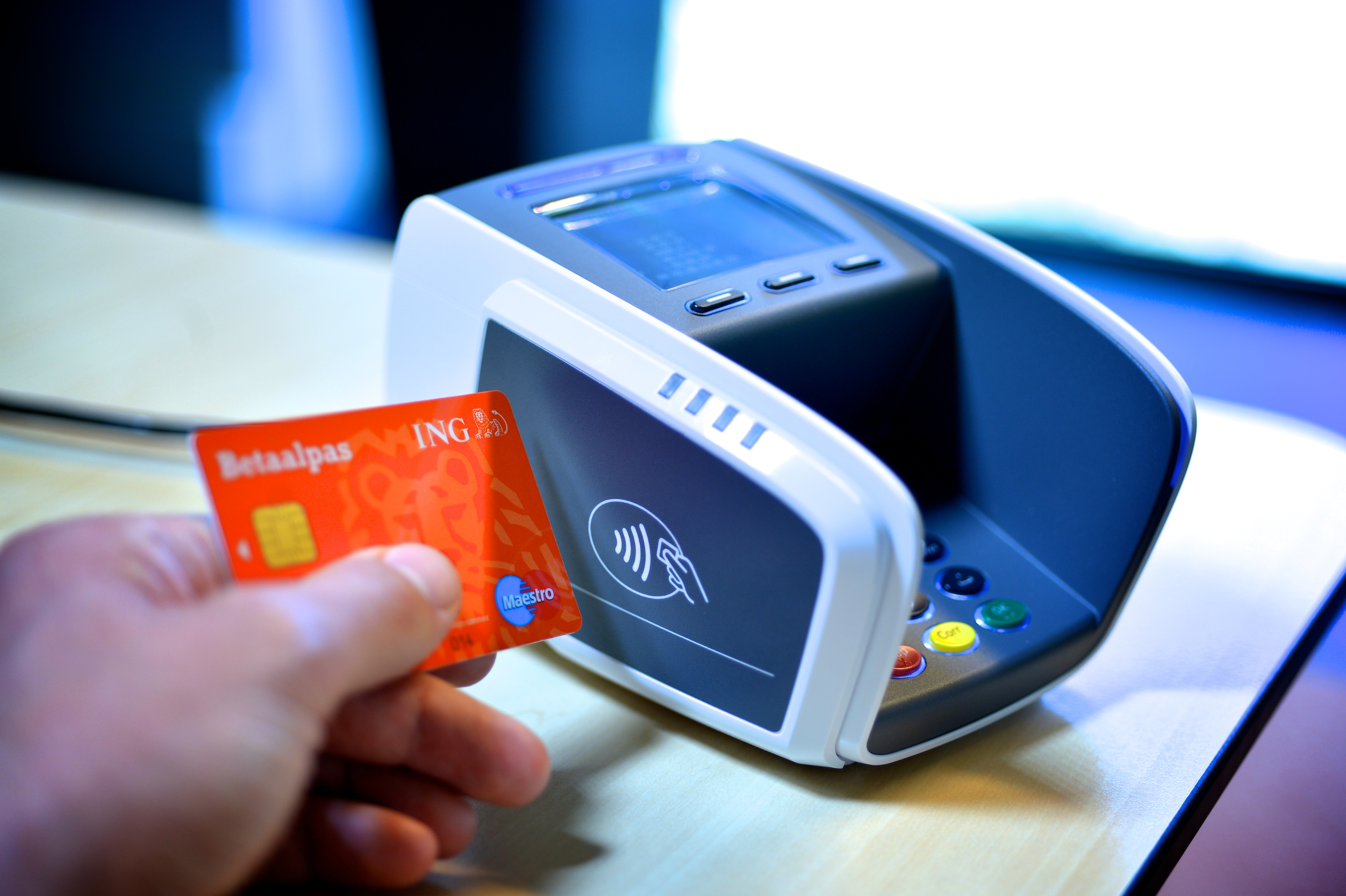
Pagamento elettronico tramite NFC

La tecnologia NFC si è evoluta da una combinazione d'identificazione senza contatto o RFID (Identificazione a Radio Frequenza) e altre tecnologie di connettività.
Contrariamente ai più semplici dispositivi RFID, NFC permette una comunicazione bidirezionale: quando due apparecchi NFC (lo initiator e il target) vengono accostati entro un raggio di 4 cm, viene creata una rete peer-to-peer tra i due ed entrambi possono inviare e ricevere informazioni.
La tecnologia NFC opera alla frequenza di 13,56 MHz e può raggiungere una velocità di trasmissione massima di 424 kbit/s.
L'NFC può essere realizzato direttamente tramite un chip integrato oppure tramite l'uso di una speciale scheda esterna che sfrutta le porte delle schede SD o micro SD.

### Standard relativi
Le specifiche tecniche della tecnologia NFC si basano sugli standard ISO 15693, 18092 e 21481, ECMA 340, 352 e 356 ed ETSI TS 102 190. NFC è inoltre compatibile con la diffusa architettura delle smart card contactless, basate su ISO 14443 A/B, NXP (ex Philips Semiconductors) MIFARE e Sony FeliCa.

### Near Field Communication (NFC) Forum
Il Forum NFC è un'associazione di aziende che promuove la standardizzazione e l'implementazione della tecnologia NFC. Nel Forum NFC operano 3 Comitati, a ciascuno dei quali afferiscono vari Gruppi di lavoro. I Membri del NFC Forum sono raggruppati in cinque diverse categorie, identificate come: Sponsor, Principal, Associate, Non-Profit, Implementer (v. sez. Collegamenti esterni).

### Applicazioni possibili
- Scaricamento e pagamento su dispositivi portatili NFC, attraverso elaboratori elettronici o chioschi elettronici abilitati, di giochi, archivi audio digitali, video, programmi;
- Scaricamento da un PC su di un dispositivo portatile, della prenotazione o acquisto di una permanenza in albergo, ingressi a cinema, teatri, stadi, viaggio in treno o aereo, e accesso al servizio comperato mediante il dispositivo stesso avvicinandolo o toccando il chiosco elettronico in albergo, al gate di ingresso o di partenza;
- Scaricamento da un chiosco elettronico mediante scansione o contatto di informazioni addizionali, acquisto di una permanenza in albergo, ingressi a cinema, teatri, stadi, titolo di viaggio con mezzi urbani e accesso al servizio mediante il dispositivo stesso anche sui mezzi di trasporto urbano;
- Trasferimento e visualizzazione di fotografie da una macchina fotografica o telefono cellulare NFC a un chiosco elettronico, televisione, computer per la visione o la stampa;
- Trasferimento facilitato di archivio o messa in rete fra sistemi portatili;
- Possibilità di caricare la batteria
- Uso della tecnologia NFC per i sistemi di bigliettazione elettronica, in città come Londra, Milano e Roma si possono utilizzare smartphone e carte elettroniche per acquistare e validare i biglietti dei trasporti pubblici.[16][17]
- Sistema di anti-contraffazione con etichette dotate di chip NFC[18][19]
- Utilizzo di sistemi di pagamenti mobili tra i quali Apple Pay, Samsung Pay, Google Pay e Vodafone Pay
- Creazione di carte senza contatto (fisiche o virtuali) via comunicazione NFC/RFID dove è richiesto solo avvicinare la carta al terminale di pagamento,